# Roberto Petito

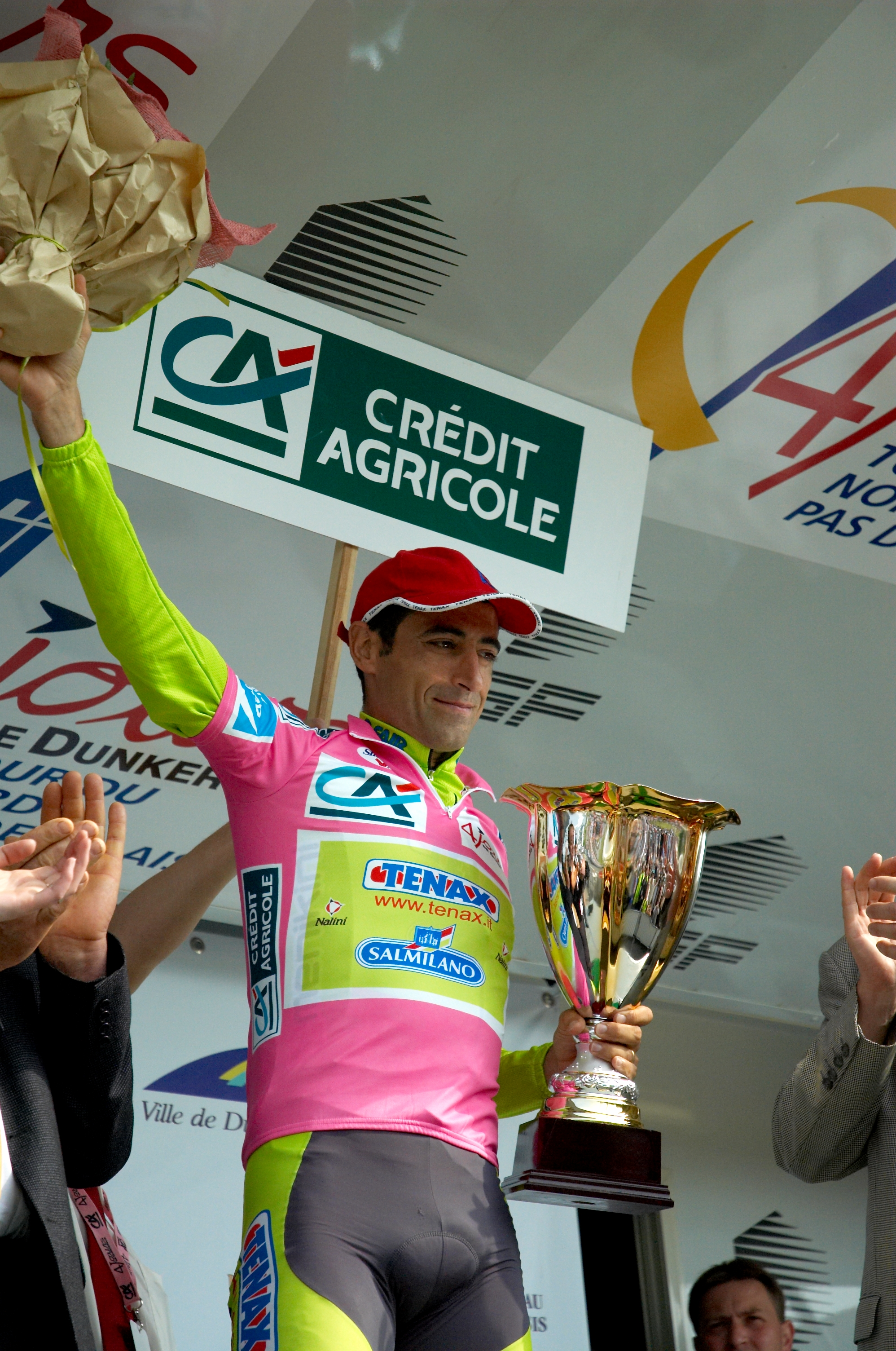
Petito bei seinem Gesamtsieg bei den Vier Tagen von Dünkirchen

Roberto Petito (* 1. Februar 1971 in Civitavecchia) ist ein italienischer Radrennfahrer.
Seinen ersten Erfolg als Berufsfahrer feierte Petito 1994 beim Giro della Romagna. Sein größter Triumph gelang ihm 1997 mit dem Gesamtsieg bei Tirreno–Adriatico, wo er später noch zwei Etappen gewinnen konnte. Beim Giro d’Italia wurde er im selben Jahr einmal Etappenzweiter. 2005 wurde er im Dress von Fassa Bortolo Fünfter bei der Flandern-Rundfahrt. Nachdem er 2006 zu Tenax wechselte gelang dem Spezialisten für Kopfsteinpflaster der Zehnte Platz. Bei den Vier Tagen von Dünkirchen konnte er Anfang Mai eine Etappe gewinnen und wenig später als erster Italiener die Gesamtwertung für sich entscheiden.

## Palmarès
1994
- Giro della Romagna

1997
- Gesamtwertung Tirreno–Adriatico
- Gesamtwertung Giro di Sardegna

2001
- eine Etappe Tirreno–Adriatico
- Trofeo Pantalica

2004
- eine Etappe Tirreno–Adriatico

2006
- Gesamtwertung Vier Tage von Dünkirchen

## Teams
- 1993–1995 Mercatone Uno
- 1996–1999 Saeco
- 2000–2005 Fassa Bortolo
- 2006 Tenax
- 2007–2008 Liquigas